# Vithkuq
Vithkuq, Vithkuqi – wieś, wcześniej miasto, w południowej Albanii w Pindos, położona w okręgu Korcza w gminie Vithkuq. 
Na przełomie XVII i XVIII wieku miasto stało się ośrodkiem lokalnego handlu i kultury. Jego rola zmniejszała się w ciągu XVIII wieku. W mieście było wówczas czynnych 24 kościołów oraz trzy klasztory. 

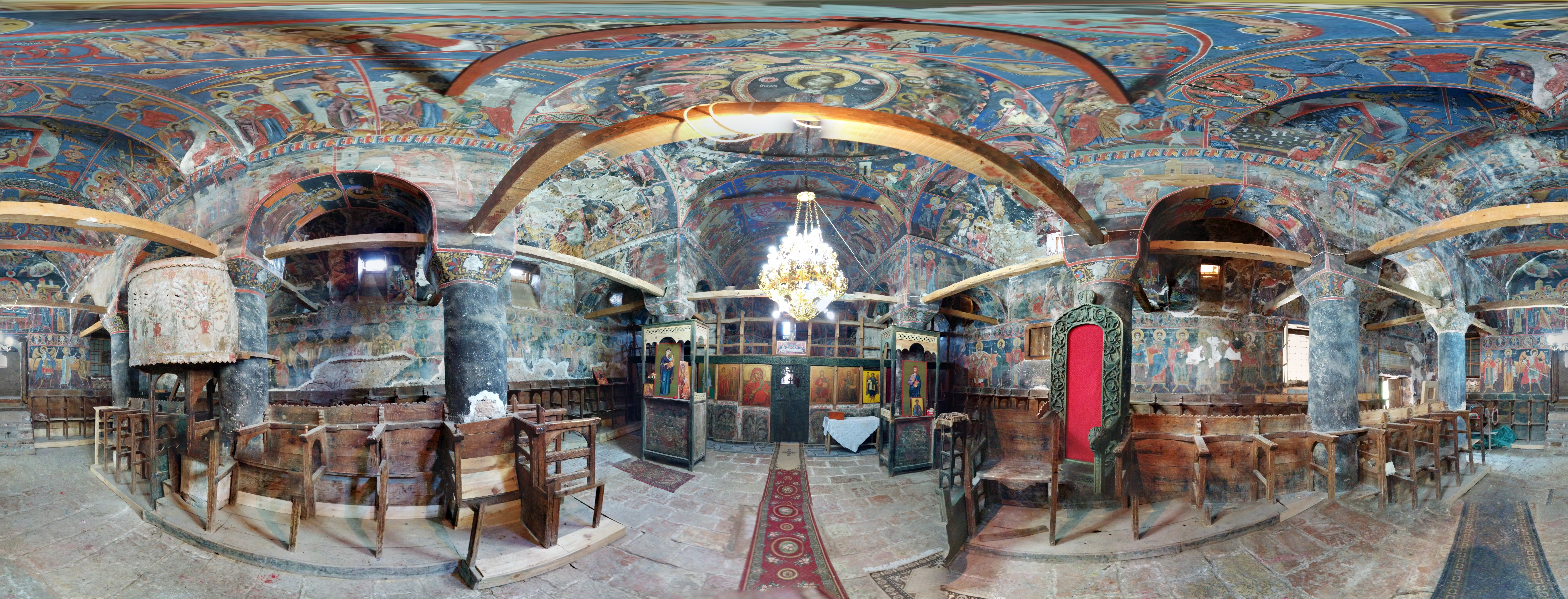
Wnętrze cerkwi św. Michała.

 W 1750 roku mistrzowie Kostandin i Athanas Zografi ozdobili cmentarną cerkiew św. św. Kosmy i Damiana w klasztorze św. św. Piotra i Pawła (Manastiri i shen Pjetrit), a w 1764 roku katolikon klasztoru. W 1767 roku bracia Zografi pomalowali także cerkiew św. Jerzego.  Pochodzące z cerkwi z Vithkuq ikony znajdują się w Narodowym Muzeum Sztuki Średniowiecznej w Korczy (Muzeu Kombëtar I Artit Mesjetar Korçë). Znajdują się tam m.in. ikona Wszystkich Świętych o szczególnej wartości artystycznej), z cerkwi św. Michaela (Kisha e Shën Mëhillit), która w 1963 roku wpisana została na listę religijnych i kulturalnych zabytków Albanii (Objekte fetare me statusin Monument Kulture). Drugim obiektem wpisanym na listę jest cerkiew Najświętszej Maryi Panny (Kisha e Shën Marisë) także wpisana na listę religijnych i kulturalnych zabytków Albanii w 1963 roku. 

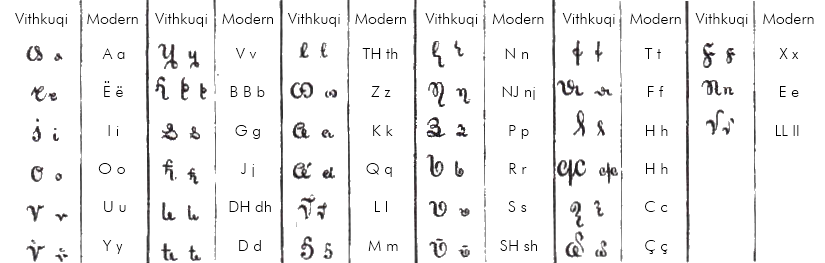
Alfabet Virthkuq i jego odpowiedniki we współczesnym alfabecie albańskim.

W mieście 6 grudnia 1797 roku urodził się Naum Panajot Bredhi albański pisarz i działacz narodowy znany jako Naum Veqilharxhi. Twórca tzw. alfabetu Vithkuqi znanego także jako Büthakukye dzięki pracom niemieckiego uczonego Johanna Georga von Hahn. Z miasta pochodzi także urodzony w 1846 roku poeta, folklorysta i działacz narodowy Spiro Dine.